# Marcel Brawand
Marcel Brawand (* 7. September 1907 in Yverdon; † 1. Dezember 1991 in Aubagne, reformiert, heimatberechtigt in Grindelwald und Vevey) war ein Schweizer Politiker (SP).

## Leben
Marcel Brawand kam am 7. September 1907 in Yverdon als Sohn des Uhrensteinmachers Karl Brawand und der Anna geborene Schmid zur Welt. Brawand erhielt zunächst eine Ausbildung in Paris, nach diversen Jobs erwarb er das Diplom als Coiffeur. Zudem schloss er sich der Sozialistischen Partei Frankreichs an.
Nach seiner Rückkehr in die Schweiz trat Brawand im Jahr 1926 der SP bei. Von 1929 bis 1934 gehörte er dem Stadtparlament, von 1934 bis 1936, bis Vevey unter kantonaler Verwaltung gestellt wurde, und von 1946 bis 1969 der Stadtregierung von Vevey an. Dazu war Brawand in den Jahren 1933 bis 1959 im Waadtländer Grossen Rat, den er 1946 als erster Sozialist präsidierte, vertreten. Darüber hinaus nahm er zwischen 1958 und 1959 und 1962 und 1971 Einsitz in den Nationalrat. Von 1963 bis 1966 präsidierte Brawand die Waadtländer SP.
Ausserdem war Brawand ab 1947 als Sekretär des Gewerkschaftsbunds von Vevey sowie als französischsprachiger Sekretär des Verbands der Bekleidungs-, Leder- und Ausrüstungsarbeiter der Schweiz, kurz VBLA, tätig. Marcel Brawand, der mit Madeleine geborene Lamy verheiratet war, starb am 1. Dezember 1991 im Alter von 84 Jahren in Aubagne in der Provence.

## Weblink
- Sabine Carruzzo-Frey: Brawand, Marcel. In: Historisches Lexikon der Schweiz.

| Personendaten    | Personendaten            |
| ---------------- | ------------------------ |
| NAME             | Brawand, Marcel          |
| KURZBESCHREIBUNG | Schweizer Politiker (SP) |
| GEBURTSDATUM     | 7. September 1907        |
| GEBURTSORT       | Yverdon                  |
| STERBEDATUM      | 1. Dezember 1991         |
| STERBEORT        | Aubagne                  |